# Роннинг, Клифф
Клиффорд Джон (Клифф) Роннинг (англ. Clifford John "Cliff" Ronning; род. 1 октября 1965, Бернаби, Британская Колумбия) — канадский хоккеист, центральный нападающий. За карьеру сыграл более 1100 матчей в НХЛ, выступая за семь разных клубов. Наиболее успешно выступал за «Ванкувер Кэнакс» и «Нэшвилл Предаторз». Финалист Кубка Стэнли 1993/94 в составе «Кэнакс» (в седьмом матче финала против «Рейнджерс» играл со сломанной рукой). Завершил карьеру в 2006 году.
Клифф Роннинг родился в Бернаби, в провинции Британская Колумбия. До НХЛ Клифф играл в Западной хоккейной лиге за клуб New Westminster Bruins.
- 9 июня 1984 — задрафтован в 7-м раунде под общим 134-м номером клубом «Сент-Луис Блюз»
- 5 марта 1991 — обменян в «Ванкувер Кэнакс» вместе с Джеффом Куртноллом, Робертом Дирком, Серджо Момессо и выбором в пятом раунде драфта (Брайан Лони) на Гарта Батчера и Дэна Куинна
- 1 июля 1996 — подписал контракт с «Финикс Койотис» в качестве свободного агента
- 31 октября 1998 — обменян в «Нэшвилл Предаторз» вместе с Рихардом Линтнером
- 16 марта 2002 — обменян в «Лос-Анджелес Кингз» на Йере Каралахти и выбор в 4-м раунде драфта (Теему Лассила)
- 22 июня 2002 — обменян в «Миннесоту Уайлд» на выбор в 4-м раунде драфта
- 9 января 2004 — подписал контракт с «Нью-Йорк Айлендерс» в качестве свободного агента
- 15 февраля 2006 — объявил о завершении карьеры

25 июля 2008 года Роннинг был зачислен в Британской Колумбии Галерею спортивной славы.